# 河底乡 (临汾市)
河底乡，是中华人民共和国山西省临汾市尧都区下辖的一个乡镇级行政单位。
2021年5月，撤销河底乡，整建制并入枕头乡。

## 行政区划
河底乡下辖以下地区：
河底村、西凹村、张马庄村、东安村、十亩村、苍圪台村、三交村、交口村、何家峪村和靳家川村。